# Erik Olson (politiker)
Frans Erik Wilhelm Olson, född 22 maj 1886 i Göteborg, död 13 januari 1966 i Göteborg, var en svensk direktör, riksdagspolitiker (högern) och kommunpolitiker.
Olson tog studenten i Göteborg 1905, och blev civilingenjör (kemi) vid Kungl. Tekniska högskolan 1910. Han fick bryggmästarexamen vid Akademie für Landwirtschaft und Brauerei Weihenstephan i München 1912, tog reservofficersexamen 1907, och blev därefter reservofficer vid Kungliga Livregementets husarer. 
Olson blev assistent vid Brautechnische Versuchsstation Weihenstephan 1912-1913, driftskontrollant vid Thüringer Exportbierbrauerei Neustadt an der Orla 1913-1914, driftkontrollör vid AB Malmö Förenade Bryggerier 1914-1917, överingenjör och föreståndare för AB Stockholms Bryggeriers centrallaboratorium 1917-1922. 1922 blev han verkställande direktör för AB J A Pripp & Son, som 1927 efter en fusion bytte namn till Pripp och Lyckholms bryggerier, vd-posten behöll han till 1950. Han var ledamot av styrelsen för AB J A Pripp & Son respektive AB Pripp & Lyckholm 1922-1961, varav som ordförande 1950-1961, av styrelsen för De Förenade Kolsyrefabrikernas AB 1922-1961, av styrelsen för AB Apotekarnes Förenade Vattenfabriker i Göteborg 1926-61, varav som ordförande 1937-1961, av styrelsen för Svensk-Isländska Fryseri AB 1926-1943, av styrelsen för Porter bryggeri AB D. Carnegie & Co 1929-1961, varav som ordförande 1949-1961, och av Bergslagernas Järnvägs AB 1936-1947. 
Erik Olson var ledamot av Göteborgs industrikammare 1923-1938, varav som vice ordförande 1926 och ordförande 1935-1938, av stiftelsen Svenska Mässan 1935-1952 och av handelskammaren i Göteborg 1939-1958, varav som vice ordförande 1940-1958 och ordförande i kammarens industrisektion 1939-1958. Han var ledamot av styrelsen för Sveriges allmänna exportförening 1931-1946, av styrelsen för Sveriges industriförbund 1941, av styrelsen för Sveriges kemiska industrikontor 1941-1953, av fullmäktige i Sveriges tekniskt-industriella skiljedomsinstitut 1941-1960 och av Näringslivets opinionsnämnd i Göteborg 1951-1961. 
Vidare var han ledamot av Bryggeriidkareförbundets förtroendenämnd 1922-1961, av styrelsen för Svenska bryggareföreningen 1933-1961, varav som vice ordförande 1944-1961, och av Council of European Brewery Convention 1947-1957, samt ordförande i Institutet för maltdrycksforskning från 1949. Han var ledamot av styrelsen för Chalmers tekniska högskola 1939-1947 och ordförande i avdelningsrådet för högskolans kemiska avdelning 1948-1959. 
Olson var ledamot av riksdagens andra kammare 1929-1933 och 1941-1948, invald i Göteborgs stads valkrets. Inom kommunpolitiken var han ledamot av Göteborgs stadsfullmäktige 1939-5 december 1940, av styrelsen över gas- och elverken 1933-1940, varav som vice ordförande 1940, av drätselkammarens första avdelning 1933-1940, av styrelsen för Dahlheimers donation från 1935, varav som ordförande från 1947, och av styrelsen för Handelshögskolan i Göteborg 1937-1947, huvudman för Sparbanken Bikupan 1923-1942 och för Göteborgs Sparbank 1930-1947.
Erik Olson var ordförande i Tekniska samfundet 1936-1937, förste vice ordförande i Svenska teknologföreningen 1939-1941, vidare var han ledamot av styrelsen för Allmänna hjälpföreningen 1931-1960. Han var ordförande i Göteborgs högerförbund 1938-1946, ordförande i Göteborgs schackförbund 1922-1947 och i Sveriges Schackförbund 1940-47. 
Olson blev medicine hedersdoktor vid Karolinska institutet 1960.

## Familj
Erik Olson var son till disponent Frans Edward Olson och Hedvig Sofia von Wachenfeldt.